# コロラドスプリングス・スカイソックス
コロラドスプリングス・スカイソックス（Colorado Springs Sky Sox）は、アメリカ合衆国コロラド州コロラドスプリングスに2018年まで本拠地をおいていたマイナーリーグの野球チーム。MLBのミルウォーキー・ブルワーズ傘下AAA級チームで、パシフィックコーストリーグに所属していた。本拠地球場はセキュリティ・サービス・フィールド。

## 歴史
1901年にパシフィック・ノースウェスト・リーグに参加したポートランド・ウェブフッツというチームが起源とされる。1903年よりパシフィックコーストリーグに加盟した。
その後、カリフォルニア州サクラメントへの移転を経て1961年からはハワイ州ホノルルを本拠地とするハワイ・アイランダーズに改称した。ホノルル移転後はトニー・グウィンやバリー・ボンズなど後のスター選手を輩出していたが、アメリカ本土から距離が遠い上に時差もあり、遠征にかかる費用もネックとなって機能的に厄介な存在になっていった。
1988年、プロ野球チームが無かったコロラド州のパイクスピーク地方に移転し、コロラドスプリングス・スカイソックスと改称された。「スカイソックス」は1950年から1958年まで存在したシカゴ・ホワイトソックス傘下の同名のチームに由来する。同年、クリーブランド・インディアンスと提携。スポルジョン・スタジアムを使用していたが、6月からセキュリティ・サービス・フィールドを本拠地としている。
1992年にはかつてヤクルトスワローズや近鉄バファローズで活躍したチャーリー・マニエルが監督を務め、コロラドスプリングス移転後初のリーグ優勝に導いている。
1993年、同じコロラド州にメジャーリーグに加盟した新球団コロラド・ロッキーズの誕生に伴い、球団はロッキーズと提携を開始した。2009年、チームロゴ、カラー、ユニフォームを一新した。
ロッキーズを上回る海抜1,839 mに本拠地があるため、極端な打高投低であり、2011年にはチームOPS.855を記録した。
2014年限りで地元のロッキーズとの提携を解消し、9月19日にミルウォーキー・ブルワーズと2年契約を結んだ。
2017年6月、2019年シーズンよりAAA級の球団としてサンアントニオ・ミッションズの名称でテキサス州サンアントニオへ移転することが発表された。なお、これに伴い、すでに存在していた同名でテキサスリーグ所属のAA級球団は、同じテキサス州アマリロへの移転及び新ニックネームのコンテスト開催の運びとなり、後にアマリロ・ソッドプードルズへ改称した。

## 過去の主な所属選手

### ハワイ・アイランダーズ時代
- ジェイ・ウォード
- ルー・ジャクソン
- ウィンストン・リーナス
- ボブ・チャンス
- フレッド・バレンタイン
- フランク・コギンス
- ジャービス・テータム
- ジョニー・ワーハス
- クリート・ボイヤー
- ジョン・シピン
- ジム・ヒックス
- テリー・レイ
- デーブ・ヒルトン
- ジョン・スコット
- ブレント・ストローム
- ジョー・ペピトーン
- エイドリアン・ギャレット
- ボビー・バレンタイン
- マイク・デュプリー
- ボブ・オーチンコ
- フランク・オーテンジオ
- サム・パラーゾ
- フレッド・クハウルア
- ポール・デード
- リック・ランセロッティ
- トニー・グウィン
- マリオ・メンドーサ
- ジョー・シャボニュー
- デニー・ゴンザレス
- ベニー・ディステファーノ
- リック・レンテリア
- リック・ラッシェル
- リー・タネル
- バリー・ボンズ
- マイク・ブラウン (外野手)
- デレク・タツノ
- レイ・シーレイジ
- ボビー・シグペン

### コロラドスプリングス・スカイソックス時代
- テリー・フランコーナ
- ロッド・アレン
- ジェイ・ベル
- ルイス・メディーナ
- マイク・ブラウン (投手)
- マイク・ヤング
- タイ・ゲイニー
- デーブ・ヘンゲル
- ロッド・ニコルズ
- マーク・マクレモア
- カルロス・バイエガ
- アルバート・ベル
- ターナー・ウォード
- ジェフ・マント
- トロイ・ニール
- マーティ・ブラウン
- ルイス・ロペス (1964年生の内野手)
- サンディー・アロマー・ジュニア
- レジー・ジェファーソン
- ジム・トーミ
- ダグ・ジョーンズ
- マイク・バークベック
- デニス・ブーシェ
- クレイグ・ワーシントン
- ジェリー・ディポート
- ネルソン・リリアーノ
- ジョー・ジラルディ
- エリック・ウェッジ
- ジム・テータム
- ブラッド・オースマス
- ペドロ・カステヤーノ
- ブルース・ハースト
- エリス・バークス
- ビニー・カスティーヤ
- タイラー・バンバークレオ
- マイク・ハーキー
- ロドニー・ペドラザ
- フランク・ボーリック
- ネイフィ・ペレス
- ダリル・スコット
- フアン・アセベド
- ボビー・ジョーンズ (左投手)
- ハービー・プリアム
- クレイグ・カウンセル
- エンジェル・エチェバリア
- ドウェイン・ヘンリー
- ジェイミー・ライト
- ジョン・バンダーウォール
- ジェフ・バリー
- トッド・ヘルトン
- エドガルド・クレメンテ
- ネイサン・ミンチー
- シャーマン・オバンドー
- デリック・ホワイト
- マイク・クールボー
- デビッド・コルテス
- ヘンリー・ブランコ
- ロベルト・ラミレス
- リゴ・ベルトラン
- ピート・ウォーカー
- アロンゾ・パウエル
- スコット・サーバイス
- フィル・ハイアット
- スコット・ブレット
- ジェイソン・ハートキー
- クリス・レイサム
- スコット・マクレーン
- フアン・ピエール
- ジョシュ・バード
- アーロン・スモール
- ケビン・ジャービス
- ジョバンニ・カラーラ
- メルビン・ニエベス
- ブルックス・キーシュニック
- ホセ・オルティーズ
- クリフ・ブランボー
- フアン・ウリーベ
- キップ・グロス
- ショーン・バーグマン
- ショーン・チャコーン
- ジェイソン・ジェニングス
- ホセ・ギーエン
- ボー・ポーター
- ベニー・アグバヤニ
- アダム・メルヒューズ
- ジャック・カスト
- マット・ホワイトサイド
- クリス・ホルト
- アーロン・クック
- グレッグ・ボーン
- トム・エバンス
- ロニー・ベリアード
- ゲイブ・キャプラー
- クリント・バームス
- ギャレット・アトキンス
- デニー・ネーグル
- クリス・ドネルス
- アンソニー・サンダース
- アンディ・トレーシー
- マット・ホリデイ
- ブラッド・ホープ
- マーク・クルーン
- ヘクター・アルモンテ
- トラビス・ドリスキル
- ルイス・マルティネス (投手)
- 曹錦輝
- ジェフ・フランシス
- クリス・ギッセル
- スコット・ドーマン
- ブライアン・ブキャナン
- トマス・デラロサ
- ジェフ・ベイカー
- マット・アンダーソン
- スコット・チャイアソン
- ランディ・ウィリアムズ
- ライアン・スパイアー
- ヨービット・トレアルバ
- ルイス・ゴンザレス (内野手)
- 松井稼頭央
- ジョシュ・ウィルソン
- クリス・アイアネッタ
- 金炳賢
- 金善宇
- ウバルド・ヒメネス
- フアン・モリーヨ
- フランク・メネキーノ
- ウィリー・タベラス
- セス・スミス
- イアン・スチュワート
- ジェイソン・ニックス
- ボビー・ケッペル
- フランクリン・モラレス
- トロイ・トゥロウィツキー
- ジョナサン・ヘレーラ
- グレンドン・ラッシュ
- キップ・ウェルズ
- マーク・レッドマン
- ビクター・ザンブラーノ
- オスカー・ビーヤリアル
- セドリック・バワーズ
- グレッグ・レイノルズ
- ジェイソン・ジアンビ
- マット・マートン
- カルロス・ゴンザレス
- エリック・ヤング・ジュニア
- ラス・オルティーズ
- アダム・イートン (投手)
- ジョシュ・フォッグ
- マット・ベライル
- ジョーリス・チャシーン
- ジェイ・ペイトン
- ポール・ロデューカ
- ブラッド・エルドレッド
- デクスター・ファウラー
- マイケル・マッケンリー
- ホルヘ・デラロサ
- タイ・ウィギントン
- ホルヘ・カントゥ
- マイク・ジェイコブス
- チャーリー・ブラックモン
- ジョーダン・パチェコ
- ジョン・メイン
- エリック・スタルツ
- フアン・ニカシオ
- レックス・ブラザーズ
- ラモン・ヘルナンデス
- DJ・ルメイユ
- チャーリー・カルバーソン
- カルロス・トーレス
- ギレルモ・モスコーソ
- アダム・オッタビーノ
- ウィル・ハリス
- ダスティン・モルケン
- ノーラン・アレナド
- コーリー・ディッカーソン
- ラファエル・ベタンコート
- アーマンド・ガララーガ
- タイラー・チャットウッド
- ドリュー・ポメランツ
- コリン・マクヒュー
- 高橋尚成
- マイケル・カダイアー
- ジェイソン・プライディ
- ウィリン・ロサリオ
- クリス・カプアーノ
- ブーン・ローガン
- ブレット・アンダーソン
- チャド・ベティス
- マット・ドミンゲス
- エリアン・エレラ
- ジェイソン・ロジャース
- マット・クラーク
- ドミンゴ・サンタナ
- ブランドン・キンツラー
- タイラー・ソーンバーグ
- プレストン・ギルメット
- 王維中
- テイラー・ユングマン
- ブレント・スーター
- マニー・ピーニャ
- エルナン・ペレス
- キーオン・ブロクストン
- オーランド・アルシア
- ギャレット・クーパー
- ウィリー・ペラルタ
- コーリー・クネーベル
- ジュニオール・ゲラ
- エリック・ソガード
- スティーブン・ボート
- カーク・ニューエンハイス
- ルイス・ブリンソン
- ブレット・フィリップス
- マット・ガーザ
- ジョシュ・ヘイダー
- ブランドン・ウッドラフ
- ブラッド・ミラー
- 崔志萬
- マイク・ザガースキー